# Batalla del río Iori
La batalla de río Iori, también conocida como la batalla de Niakhura o la batalla de Kakabeti, tuvo lugar el 7 de noviembre de 1800, durante la cual el ejército de la Umma Khan, junto con el opositor príncipe Alejandro de Georgia, invadió el Reino de Kartli-Kajetia y sufrió una derrota aplastante por dos batallones rusos de los generales de división Ivan Lázarev y Vasily Gulyakov, junto con los príncipes georgianos Ioane y Bagrat.

## Antecedentes
A finales del siglo xviii, el Reino de Kartli-Kajetia fue objeto de frecuentes ataques por parte de los imperios persa y otomano, así como de incursiones sistemáticas por parte de montañeses del Cáucaso Norte. Esto causó daños irreparables a los recursos materiales y humanos de Georgia. Al mismo tiempo, en el propio reino se produjo una lucha intestina entre la dinastía reinante de los Bagrationi, que adquirió un giro especial tras la muerte del rey Heraclio II en 1798 y la ascensión al trono de su hijo de su segundo matrimonio, Jorge XII. A pesar de que las incursiones de los montañeses causaron importantes daños a su reino, para protegerse de sus hermanos rebeldes, se vio obligado a mantener hasta 7 mil montañeses (cuerpo de lezguinos) en servicio por un salario decente, ignorando su obstinación (incluyendo robos y violencia) incluso en la propia Tiflis. Al más influyente de los gobernantes daguestaníes de la época, Umma Khan V, Jorge se vio obligado a pagar un tributo anual de 5000 rublos, solo para no perturbar su reino con incursiones, pero los gobernantes daguestaníes continuaron llevando a cabo incursiones privadas en tierras georgianas. El pueblo estaba sujeto a impuestos excesivos y la centralización del poder real fue virtualmente abolida hasta el extremo.
A principios de 1798, una epidemia de peste se estaba desarrollando rápidamente en el este de Georgia. En vista de todas estas dificultades, muchos residentes simplemente abandonaron el país.
El emperador ruso Pablo I aún no reconocía a Jorge como rey de Kartli-Kajetia —contrariamente al Tratado de Gueórguiyevsk, concluido en 1783 por Catalina II y Heraclio II sobre la transferencia de Georgia al protectorado de Rusia— y se negó a proporcionar cualquier ayuda al Reino de Kartli-Kajetia. En 1798, el sah persa Fath Alí le ofreció a Jorge su patrocinio, de lo contrario, hizo saber que el ejército persa volvería a devastar su tierra y su capital. Sin depender de Rusia, ese mismo año Jorge envió en secreto al príncipe Aslan Orbeliani al sultán otomano Abdülhamid I con la solicitud de aceptar a Georgia bajo la protección de la Puerta. Sin embargo, mientras este último todavía estaba en Ajaltsije, el hijo de Jorge, David, llegó de San Petersburgo a Tiflis, quien informó a su padre sobre «la disposición misericordiosa del emperador Pablo hacia Georgia». Jorge ordenó inmediatamente el regreso de Orbeliani, envió la misma petición a Pablo y, después de explicar la situación, pidió enviar 3000 (o 5000 soldados) rusos «con armas y todo el equipo militar».

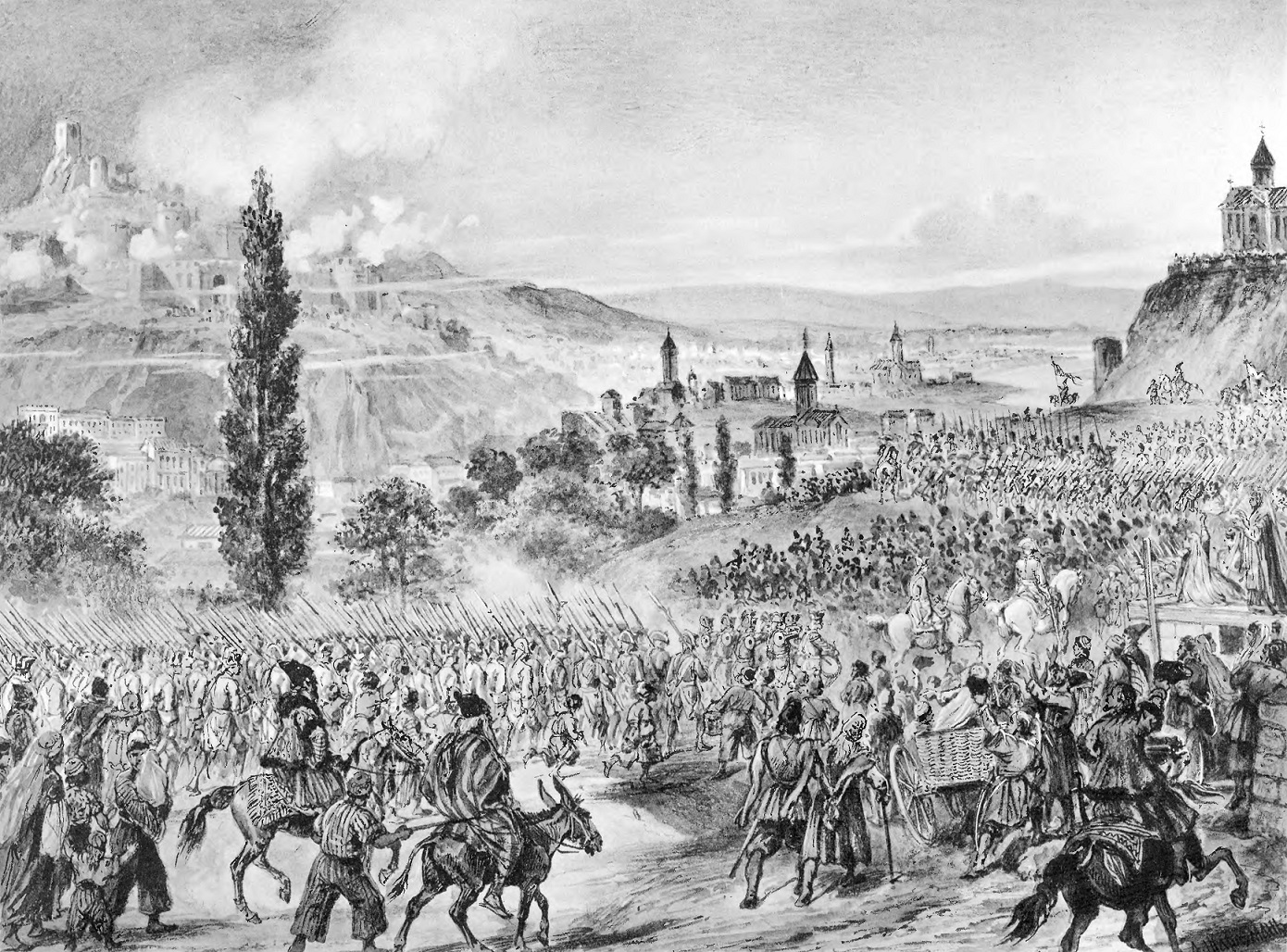
Entrada del regimiento del mayor general Lázarev en Tiflis el 26 de noviembre de 1799.

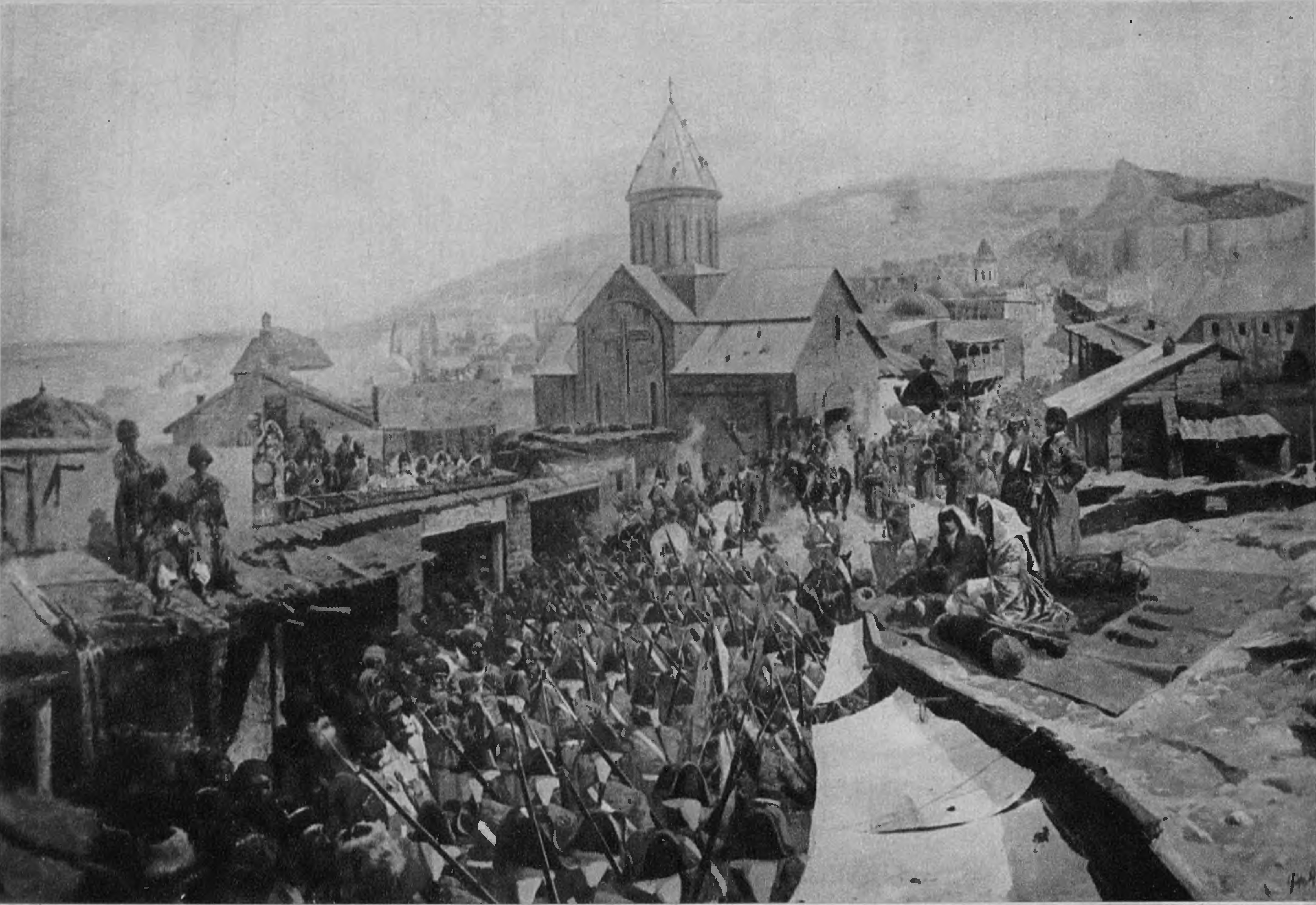
El 26 de noviembre de 1799, el general de división Lázarev introduce el regimiento Jaeger en Tiflis.

## Envío de tropas rusas a Georgia
El 23 de febrero de 1798, se emitió el Rescripto Más Alto sobre el envío del Regimiento General Lázarev a Georgia. El regimiento fue equipado y provisto de todo lo necesario (nuevo equipamiento, municiones, dietas del comisariado, equipaje, etc.) y también fue inspeccionado minuciosamente.
El 20 de octubre de 1799, Lázarev con su regimiento, un equipo de cosacos y un equipo de artillería con 4 cañones, así como con 2 cañones para las tropas georgianas partió de Mozdok. La travesía de las montañas del Cáucaso estuvo acompañada de grandes dificultades. Había heladas y fuertes tormentas de nieve en las montañas y el camino en sí no estaba completamente adaptado para el movimiento de artillería y carros. Durante un tiroteo con los montañeses (kists o ingusetios), murió un suboficial. Un oficial murió a causa de una enfermedad.
La campaña duró 36 días. Cuando el 26 de noviembre de 1799, el regimiento contaba con 885 personas durante el desfile, él estaba a 3 verstas de Tiflis; Jorge XII, acompañado de príncipes y su séquito secular y espiritual, salió a su encuentro. Más de 10 mil residentes se reunieron para ver la llegada del regimiento ruso. El regimiento se alineó y saludó al rey Jorge con un fuerte «hurra» al ritmo de los tambores. El pueblo, «ya no conteniendo los sentimientos que surgían, arrolló a los rangers en una ola viva, interrumpió sus filas y saludó a los que venían con un beso fraternal». El mismo día, el regimiento entró en Tiflis al son de campanas y salvas de cañones.
El sah persa Fath Alí continuó considerando el territorio de Georgia como posesión del Imperio persa, con la intención de atacar Tiflis de nuevo. El ministro plenipotenciario, el consejero de Estado Pedro Kovalenski, quien se encontraba allí, envió cartas a Teherán en las que expresaba esperanzas de mantener relaciones amistosas entre las dos potencias y, refiriéndose al Tratado de Gueórguiyevsk, advertía contra la invasión de tropas persas a Georgia. Sin embargo, el ejército persa, bajo el liderazgo formal de Abbas Mirza, se puso en marcha en dirección a Transcaucasia. El opositor príncipe Alejandro (hermano de Jorge XII), quien había estado anteriormente en Kars, llegó al campamento persa con la esperanza de resolver sus problemas en Georgia con la ayuda de las tropas persas. El 10 de junio de 1800, los embajadores de Abbas Mirza llegaron a Tiflis con un firman del sah Fath Alí. Los embajadores insistieron en una audiencia secreta con el rey, pero Jorge se negó a ella y los recibió en la casa de Kovalensky en presencia de Lázarev y de todos los oficiales del regimiento Jaeger. Luego, el embajador expuso abiertamente las demandas del sah para que Georgia quedara completamente subyugada a él, amenazando con otra invasión de Tiflis por parte de las tropas persas.
Inmediatamente después de que esto se supiera en San Petersburgo, el jefe de la división caucásica, el teniente general Karl Knorring, el 10 de julio, recibió la orden de preparar 9 batallones de infantería, 10 escuadrones de dragones y artillería para enviarlos a Georgia. Sin embargo, pronto se supo que el ejército persa, que se había limitado a saquear el monasterio de Etchmiadzin, dio media vuelta y fue más allá del río Aras. Al mismo tiempo, P.I. Kovalensky, en su carta del 21 de agosto al Consejero Privado Serguéi Lázarev, expresó la opinión de que claramente no hay suficientes tropas rusas en Georgia.
Pronto se decidió enviar sólo el regimiento de mosqueteros del general Gulyakov con un cosaco de ciento cuatro cañones a Georgia. En caso de emergencia, parte de las tropas rusas en la línea caucásica cerca de Mozdok permanecían en plena disposición para una acción inmediata. El 25 de agosto de 1800, Gulyakov partió de Mozdok y, el 23 de septiembre, llegó a Tiflis. El regimiento de mosqueteros fue recibido no menos solemnemente que el regimiento Jaeger que llegó antes.
La presencia de tropas rusas en Georgia tenía como único objetivo protegerla de los enemigos externos. En el mismo caso, si en ella se inician luchas intestinas, entonces, para evitar la participación de unidades rusas en ellas, el rescripto del 29 de octubre ordena su inmediata retirada de Georgia.

## Legado

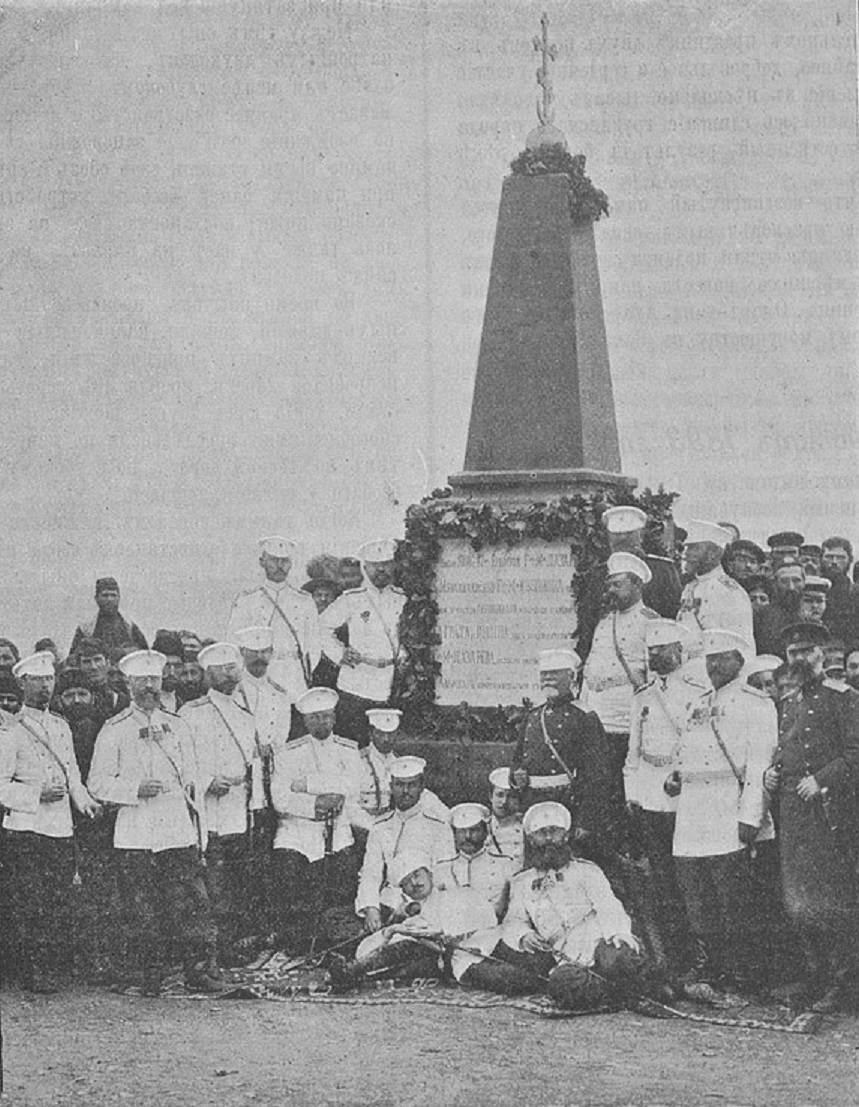
Monumento en honor a la batalla del río Iori.

### Solicitud de admisión a la ciudadanía rusa de Umma Khan
A principios de agosto de 1800, su embajador Hadji Musa llegó, por encargo de Umma Khan, a Mozdok con una solicitud dirigida al emperador Pablo para aceptar el Kanato ávaro bajo la protección de Rusia. En un informe fechado el 3 de agosto, Knorring pidió permiso a Pablo para enviarle un embajador ávaro y, con un rescripto fechado el 7 de septiembre, Pablo dio permiso para que este último llegara a San Petersburgo. Al mismo tiempo, se decidió que en el caso de que Umma Khan y sus posesiones entraran en la ciudadanía rusa, la cantidad (5 mil rublos) que el rey georgiano le pagaba anualmente sería pagada por el gobierno ruso como una pensión vitalicia como una «recompensa por su fidelidad». Sin embargo, a finales de agosto, precisamente en el momento en que este permiso ya estaba en camino, Umma Khan y su ejército se trasladaron a las fronteras georgianas.

### Plan para capturar Tiflis
Se elaboró un plan para un ataque a Tiflis, según el cual Alejandro con 2000 soldados debía capturar Sagareyo; el resto del ejército se dividió en dos grupos: uno de los cuales debía ir directamente a Tiflis e intentar tomarla, y el otro, cruzando el río Kurá y unido a las tropas del rey de Imericia Salomón II, los hermanos de la oposición de Jorge, Iulon, Vakhtang y Parnaoz, con fuerzas conjuntas para acercarse a Tbilisi desde el oeste. Si el primer grupo no podía tomarlo, se planeaba hacerlo junto con las fuerzas combinadas del segundo.

### Correspondencia de Lázarev con Umma Khan y Alejandro y el movimiento de sus tropas
A mediados de octubre, Umma Khan envió una carta al príncipe georgiano David, en la que decía que el hecho de que Jorge no pagara el tributo que se le debía era la razón de sus acciones «hostiles» contra Georgia.
Al recibir las primeras noticias del movimiento de Umma Khan, Jorge envió a sus hijos Ioane y Bagrat con 2000 soldados, «los mejores entre los georgianos», al Kajetia de Signagi. Allí, los príncipes comenzaron a reunir milicias locales. El propio Lázarev, sin embargo, al principio no dio mucha importancia al movimiento de Umma Khan, al creer que este último aún no sabía de la retirada de las tropas persas y de la llegada a Tiflis del Regimiento de Mosqueteros Jaeger para reforzarse. Pero pronto, habiendo recibido información sobre los planes de Umma Khan, Lázarev y Gulyakov, cada uno con un batallón de su regimiento y un equipo de cosacos (1224 personas con 4 cañones), partieron a su encuentro el 28 de octubre. Las unidades restantes, bajo el mando del coronel Pavel Karyagin, se quedaron en Tiflis para mantener el orden y prevenir «amenazas internas» en la propia capital. El 31 de octubre, Umma Khan cruzó a la orilla izquierda del río Alazani en el vado de Urdo y se estableció con su ejército en la llanura cerca de la zona de Top-Karagach. Al día siguiente, un destacamento ruso llegó a Signagi. Para entonces, bajo el mando de Bagrat, ya había allí 3000 soldados georgianos, que seguían reponiéndose con la milicia recién llegada.
Lázarev envió a Umma Khan una carta con consejos urgentes para que abandonara las fronteras de Georgia, que estaba bajo la protección de Rusia, señalando que las acciones del «kan de alto rango» no eran comparables con su solicitud de protección de Rusia, que ya le había sido prometida por el emperador. Umma Khan respondió a Lázarev que no quería tener ninguna «hostilidad» hacia Rusia, «excepto por una sola amistad», pero habiendo recibido al príncipe Alejandro, por deber de hospitalidad, consideró necesario brindarle ayuda. Umma Khan también señaló que estaría sinceramente contento si Alejandro se reconciliara con su hermano mayor Jorge. Entonces Lázarev se dirigió a Alejandro con una petición y consejo para que regresara a Tiflis y se reconciliara con su hermano, prometiéndole por su parte plena ayuda. Alejandro, sin embargo, se mantuvo firme.
El 4 de noviembre, el ejército ruso-georgiano avanzó más y, al llegar a la aldea de Prasiani, se puso en pie hacia el vivac. Al día siguiente, Lázarev decidió atacar al enemigo y se acercó a él a una distancia de 6 millas. Antes del ataque, volvió a apelar a Umma Khan con la exigencia de que, para evitar el derramamiento de sangre, abandonara Georgia en un plazo de 24 horas. Al parlamentario (capitán de servicio georgiano Kalantarov) se le ordenó regresar con una respuesta no más de 3 horas después, pero fue detenido en el campo de Umma Khan. Este último, mientras tanto, después de haber dado instrucciones a sus tropas para evitar un enfrentamiento directo con el destacamento ruso, en la noche del 6 de noviembre, rodeó su campamento y se dirigió hacia Sagarejo. Por la mañana, el enviado regresó sin resultados definitivos y los piquetes georgianos montados informaron sobre el movimiento de los montañeses. El ejército ruso-georgiano abandonó inmediatamente el vivac y se movió en dirección opuesta por el camino ya transitado paralelo al ejército de Umma Khan con el objetivo de golpearlo en el flanco y obligarlo a entrar en batalla. Para evitar el terreno difícil, el convoy, construido por Wagenburg bajo la cobertura de 100 rangers y mosqueteros con 2 oficiales, se dejó cerca de Prasiani. Al anochecer, el ejército ruso-georgiano entró en un amplio valle y se detuvo para pasar la noche en un lugar conveniente con una fuente de agua; mientras el ejército de Umma Khan se estableció a lo largo del borde del bosque cerca de la aldea de Kakabeti en la orilla derecha del río Iori.

## Ubicación de la batalla
El lugar de la batalla fue una llanura abierta. El río Iori fluía hacia el sur y una zanja corría desde el oeste. Al norte de la llanura había montañas bajas que se extendían hacia Telavi, y al este había arroyos de montaña que fluían desde las alturas de Telavi hasta Iori. La misma zona donde tuvo lugar la batalla se llama Niakhura.

## Fuerzas

### Rusos y georgianos

#### Rusos
El número total del destacamento ruso que partió el 28 de octubre para reunirse con el ejército de Umma Khan fue de 1224 hombres (incluidos 129 no combatientes) con 4 cañones.
Algunas fuentes cifran el tamaño del destacamento ruso en 1200 personas.
El número total, 102 personas (10 personas de cada compañía de cazadores y mosqueteros con 2 oficiales) se quedaron para custodiar el convoy en Prasiani y no participaron en la batalla.

#### Georgianos
Se desconoce el número exacto de fuerzas georgianas. En diferentes fuentes varía de 3 a 10 mil hombres. Se sabe que para el 2 de noviembre, el príncipe Bagrat contaba con hasta 3 mil hombres. Más tarde, ambos príncipes (Bagrat e Ioane) ya contaban con 4000 hombres. Posteriormente, el ejército georgiano se repuso con milicias reunidas apresuradamente, que en el momento de la batalla podían llegar a 10 000 personas.
Sin embargo, el número significativo de milicias georgianas no proporcionaba una ventaja correspondiente, ya que la mayoría de ellas no solo tenían armas de fuego, sino también armas blancas eficaces. Por cada 10 personas tenían 2 pistolas, y el resto estaba armado con «lo que tenían», la mayoría de las cuales solo tenían «palos» de cornejo quemados.
El ejército georgiano también tenía 2 cañones.

### Daguestaníes y georgianos
El número exacto de tropas de Umma Khan del Kanato ávaro en el momento de la batalla sigue siendo desconocido y en diferentes fuentes varía de 15 a 20 mil personas. Esto se debe principalmente al hecho de que su ejército no se concentró en ningún punto de un solo lugar, sino que, al carecer de provisiones y forraje, por regla general, se dispersó para buscarlos y, al mismo tiempo, se repuso sistemáticamente.
Se sabe que el opositor príncipe Alejandro (hermano de Jorge XII) con 2000 jinetes georgianos también participó en la batalla junto con Umma Khan. Alí-Sultán de Mehtuli, su hermano Hadji-Ahmed Khan de Dzhengutay, Musa-Hadji de Aksay, Qadi de Tabasaran, Kazi-mullah, hijo de Surkhay Khan II de Gazikumukh y otros gobernantes de Daguestán se unieron a Umma Khan.